# Международный эсперанто-музей
Международный эсперанто-музей — музей языка эсперанто, расположенный в Вене и принадлежащий Австрийской национальной библиотеке.
Основан в 1927 году; основатель — Хуго Штайнер. В 1928 музей вошёл в состав Австрийской национальной библиотеки и был размещён во дворце Хофбург, бывшей резиденции австрийских императоров. В августе 1929 состоялось торжественное открытие музея, на котором присутствовали Лидия Заменгоф, Хуго Штайнер, Юлия Исбрюкер, Одо Буйвид и президент Австрии Вильгельм Миклас.
В марте 1938 года музей был закрыт Гестапо. В 1947 году музей вновь открылся для посетителей.
В 2005 году коллекция музея была перенесена в нем. Palais Mollard-Clary. В число собраний музея входит около 35 000 томов, 3700 периодических изданий, 3500 музейных экспонатов, 10 000 рукописей, 22 000 фотографий, 1500 афиш, 40 000 листовок и брошюр. Электронный каталог для поиска экспонатов музея также доступен в Интернете.